# Zoilo Saldombide
Lucas Zoilo Saldombide Astol (Santa Lucía, Uruguay, 26 de octubre de 1903-4 de diciembre de 1981) fue un futbolista uruguayo que jugaba como delantero.
Su hermano Aurelio también fue futbolista, y fueron compañeros de equipo en Nacional.

## Selección nacional
Fue internacional con la selección uruguaya en 13 ocasiones y convirtió 3 goles. Hizo su debut el 10 de diciembre de 1922 en un amistoso contra Argentina en Montevideo, que terminó en victoria local por 1-0. Aunque no jugó ningún partido, fue campeón de la Copa del Mundo y de los Juegos Olímpicos, siendo uno de los pocos futbolistas en haber ganado ambas competiciones. También ganó el Campeonato Sudamericano en dos ocasiones.

### Participaciones en Copas del Mundo
| Mundial              | Sede    | Resultado | Partidos | Goles |
| -------------------- | ------- | --------- | -------- | ----- |
| Copa Mundial de 1930 | Uruguay | Campeón   | 0        | 0     |

### Participaciones en Juegos Olímpicos
| Olimpiada                      | Sede    | Resultado | Partidos | Goles |
| ------------------------------ | ------- | --------- | -------- | ----- |
| Juegos Olímpicos de París 1924 | Francia | Campeón   | 0        | 0     |

### Participaciones en Copas América
| Copa              | Sede    | Resultado | Partidos | Goles |
| ----------------- | ------- | --------- | -------- | ----- |
| Copa América 1924 | Uruguay | Campeón   | 0        | 0     |
| Copa América 1926 | Chile   | Campeón   | 4        | 2     |

## Clubes
| Club                 | País    | Año       |
| -------------------- | ------- | --------- |
| Montevideo Wanderers | Uruguay | 1923-1926 |
| Nacional             | Uruguay | 1927-1934 |

## Palmarés

### Campeonatos nacionales
| Título             | Club     | País    | Año  |
| ------------------ | -------- | ------- | ---- |
| Primera División   | Nacional | Uruguay | 1933 |
| Torneo Competencia | Nacional | Uruguay | 1934 |
| Primera División   | Nacional | Uruguay | 1934 |

### Copas internacionales
| Título                  | Selección | Sede            | Año  |
| ----------------------- | --------- | --------------- | ---- |
| Juegos Olímpicos        | Uruguay   | París (Francia) | 1924 |
| Campeonato Sudamericano | Uruguay   | Uruguay         | 1924 |
| Campeonato Sudamericano | Uruguay   | Chile           | 1926 |
| Copa Mundial de Fútbol  | Uruguay   | Uruguay         | 1930 |